# Ezdrás görög apokalipszise
Röviden Ezdrás görög apokalipszise, teljes címén Szava és apokalipszise a szent prófétának, Ezdrásnak, az Isten előtt kedvesnek egy ószövetségi apokrif irat, mely megkülönböztetendő Ezdrás héber apokalipszisétől.
A mű egyesek szerint Ezdrás héber apokalipszisének részleges keresztény átdolgozása. Ezdrás apokalipsziséhez képes a stílusa egyhangúbb, kevésbé elragadó.